# À Moscou sur la place Troubnaïa
À Moscou, sur la place Troubnaïa (en russe : V Moskve na Troube) est une nouvelle d'Anton Tchekhov, parue en 1883.

## Historique
À Moscou, sur la place Troubnaïa est initialement publié dans la revue russe Le Réveil-matin, no 43, du 5 novembre 1883, sous le pseudonyme A.Tchékhonté.
Tchekhov donne ses impressions sur Moscou dans cette nouvelle. Il séjourne alors rue Dratchevka (aujourd'hui rue Troubnaïa), non loin du marché qu'il décrit. Tchekhov écrit : « Cette nouvelle s'intéresse purement à Moscou. Je l'ai écrite parce que cela faisait longtemps que je n'avais pas écrit ce qu'on appelle une "scène lumineuse". »

## Résumé
À Moscou, sur la place Troubnaïa, c’est le marché aux animaux : des oiseaux, chardonnerets, serins, merles, des lapins, des hérissons, des poissons dans des seaux remplis d’eau sale.
Il y a aussi quelques connaisseurs que les vendeurs respectent et interpellent : « La Trouba c’est un lieu où l’on aime tendrement les animaux et où on les fait tant souffrir ».
La nouvelle décrit la place Troubnaïa près du monastère de la Nativité. Le marché s'y tient le dimanche où l'on vend des écrevisses, du poisson, des oiseaux vivants, etc.   
Tchekhov décrit les marchandages, les ventes. Certains vendeurs ne connaissent même pas le prix de leur marchandise. Ils se demandent : « Combien Dieu mettrait-il vraiment là-dessus - soit un rouble, soit trois kopecks ? Eh bien alors c'est à la tête de l'acheteur. »
Les rangées aux poissons sont particulièrement intéressantes. Une dizaine de moujiks sont installés dans cette partie de la place Troubnaïa, avec de grands seaux d'eau sale où sont plongés des carassins, loches, escargots, grenouilles, tritons, etc. Les coléoptères de rivières filent à la surface de l'eau, sautant par-dessus des grenouilles. 
La place Troubnaïa est dépeinte comme un petit morceau de Moscou, où les animaux sont aimés ou maltraités. La place vit et bruit de sa petite vie. Les hommes d'affaires et les gens pieux qui passent le long du boulevard ne comprennent pas pourquoi la foule se rassemble, de quoi elle parle et ce qu'on y vend.

## Édition française
- À Moscou, sur la place Troubnaïa, traduit par Madeleine Durand avec la collaboration d'André Radiguet, dans le volume Premières nouvelles, Paris, 10/18, coll. « Domaine étranger » no 3719, 2004  (ISBN 2-264-03973-6)